# Bahaceve, Rozdilna
Bahaceve (în ucraineană Багачеве) este un sat în comuna Velîka Mîhailivka din raionul Rozdilna, regiunea Odesa, Ucraina.

## Demografie
Componența lingvistică a localității Bahaceve
     Ucraineană (96,72%)
     Rusă (1,64%)
     Română (1,64%)
Conform recensământului din 2001, majoritatea populației localității Bahaceve era vorbitoare de ucraineană (96,72%), existând în minoritate și vorbitori de rusă (1,64%) și română (1,64%).